# Radničko samoupravljanje u Jugoslaviji
Vidi još: Radničko samoupravljanje
Radničko samoupravljanje u Jugoslaviji bilo je dio državne ideologije koju je promicao socijalistički režim Saveza komunista Jugoslavije nakon raskola između Tita i Staljina gdje je Josip Broz Tito tražio alternativu državnom socijalizmu kojeg je promicao Sovjetski Savez, kao izvornu jugoslavensku ideologiju.

## Razvoj
U razdoblju rata u Jugoslaviji od 1941. do 1945., pa do raskola Tita i Staljina 1948., u Jugoslaviji se promicao državni socijalizam po uzoru na Sovjetski Savez. Međutim, nakon raskola Josipa Broza Tita i Josifa Staljina 1948., Jugoslavija počinje tražiti alternativu državnom socijalizmu te ju pronalazi u radničkom samoupravljanju. Međutim, državni socijalizam bio je provođen do donošenja Osnovnog zakona o upravljanju gospodarskim poduzećima i višim gospodarskim udruženjima 1950., kada se počelo uvoditi radničko samoupravljanje.
Time je počelo razdoblje prenošenja izvjesnih uloga iz oblasti organizacije rada i radnih odnosa s države na radne kolektive. Ustavnim zakonom od 1963., radničko samoupravljanje podignuto je na ustavnu razinu, a istovremeno je označilo razvoj radnog prava kao zasebne pravne grane u Jugoslaviji. U tom je razdoblju doneseno više propisa koji su se odnosili na plaće, stalnost zaposlenja, zaštitu žena i mladeži, radnih odnosa, zaštite nezaposlenih, radnih knjižica i druga pitanja. Uređena su i prava iz oblasti socijalnog osiguranja.
Krajem 1957. donesena su i dva bitna zakona, Zakon o radnim odnosima (ZORO) i Zakon o javnim službenicima (ZJS), a na snagu su stupili 1. siječnja 1958. To je bila prva kodifikacija radnog prava u Jugoslaviji. Od 1960. počelo je stvaranje zakonodavne osnove za smanjenje razlika između radnih odnosa službenika u javnim službama i radnih odnosa radnika u gospodarstvu, odnosno gospodarskim organizacijama. Ova tendencija održala se do prestanka važenja Zakona o udruženom radu, iako je i tada bilo jasno da do potpunog izjednačenja položaja i prava radnika i službenika, s obzirom na prirodu posla kojeg vrše, ne može doći.
U skladu s ustavnim načelom o uvođenju samoupravljanja u javne službe, Osnovnom uredbom o ustanovama sa samostalnim financiranjem od 1953., bilo je predviđeno da su javne službe: komunalne, kulturne, prosvjetne, zdravstvene i društvene djelatnosti, kao i djelatnosti kojima je cilj zadovoljavanje općih potreba pučanstva ili unaprjeđenje pojedinih grana uprave ili gospodarstva. Posebnim propisima u javne službe uvrštene su i neke gospodarske djelatnosti, npr. željeznice, PTT (pošta, telegraf i telefon), snabdijevanje električnom energijom itd. Zanimljivo je da je Zakonom o javnim službama od 1957. ukupan rad državnih tijela označen kao "javna služba".
Ustavom iz 1963. stvorene su, po tadašnjim procjenama, sustavne pretpostavke za daljnji razvoj samoupravljanja. U skladu s ovim ustavom, Osnovnim zakonom o radnim odnosima od 1965., nastojalo se na jedinstven način urediti radne odnose svih osoba u radnom odnosu, oslanjanjem na ustavno načelo o jednakom društveno-ekonomskom položaju svih osoba bez obzira gdje rade. U skladu s tim uvodi se i nova terminologija, pa se umjesto tradicionalnog pojma "radni odnosi" uvodi pojam "međusobni radni odnosi". Pojam "službenik" uvršten je u pojam "radnik", odnosno "radni ljudi". Naglašeno je normativno uređivanje samoupravnih prava radnika, a međusobni radni odnosi su bili u drugom planu. Time se definitivno napustila klasifikacija: radnici, službenici, namještenici i zemljoradnici, koja je uspostavljena neposredno poslije Drugog svjetskog rata u radnom zakonodavstvu. Pored radnika i poslodavaca kao stvarnih subjekata radnog odnosa, subjekti u širem smislu su i građani (potencijalni radnici, članovi obitelji radnika, studenti i đaci koji se već u tijeku školovanja uvode u radne obveze, institucije, tijela i dr.).
Donošenjem ustavnih amandmana XX-XLII 1971. počelo je novo razdoblje u jugoslavenskom samoupravljanju. Valja posebno istaknuti amandmane XXI-XXII, tzv. "radničke amandmane". Tim aktima proglašeno je da je osnovna organizacija udruženog rada osnovni oblik udruživanja rada i sredstava. U osnovnoj organizaciji udruženog rada, radnici su neposredno i ravnopravno uređivali međusobne odnose u radu, odlučivali o uvjetima i rezultatima rada, te uređivali međusobne odnose preko samoupravnih sporazuma, društvenih dogovora i drugih općih akata.
Postupak uobličavanja samoupravnog sustava završio se donošenjem Ustava SFRJ 1974. te Zakona o udruženom radu 1976. U normativnom smislu, ovim ustavnim aktima završen je postupak uobličavanja osnovne organizacije udruženog rada kao temeljne radno-funkcionalne i prioritetne samoupravne ćelije samoupravnog sustava, a s tim se kao "rezervni oblik" javila radna zajednica. Usporedno s ovakvim rješenjima i radni odnosi postali su samo jedan podsustav u okviru udruživanja rada i sredstava u udruženom radu u osnovnoj organizaciji, pa su kao takvi i uređivani, zajedno s drugim odnosima, Zakonom o udruženom radu kao međusobni radni odnosi.
Međutim, u primjeni normativno zaokruženog modela samoupravnog društva iskrsli su brojni problemi, na koje odgovor nije imala ni praksa, ni znanost. To se odnosilo kako na organiziranje i funkcioniranje gospodarstva, tako i na organiziranje i funkcioniranje javnih službi, odnosno djelatnosti od posebnog društvenog interesa. Zbog toga, a i zbog postavljanja novih zahtjeva pred gospodarstvo, ali i u drugim oblastima 1980-ih, doveo se pod pitanje čitav koncept samoupravnog organiziranja u Jugoslaviji. Također, u tom razdoblju prisutna su bila i sve otvorenija politička pitanja, koja su se svela na dvojbu o preobražaju Jugoslavije u konfederaciju, odnosno federaciju s većim ovlaštenjima saveznih tijela, tj. borbu između federalizma i unitarizma. Istodobno, u socijalističkim republikama Sloveniji i Hrvatskoj jačaju demokratski pokreti. Konačno su neke jugoslavenske republike, među njima Slovenija, Hrvatska, Bosna i Hercegovina i Makedonija proglasile neovisnost od Jugoslavije čime se država raspala, da bi potom krajem 1991. uslijedila srpska agresija na Hrvatsku i na Bosnu i Hercegovinu.